# Райчин
Райчин (пол. Rajczyn) — село в Польщі, у гміні Вінсько Воловського повіту Нижньосілезького воєводства.
Населення — 134 особи (2011).
У 1975-1998 роках село належало до Вроцлавського воєводства.

## Демографія
Демографічна структура станом на 31 березня 2011 року:
|          | Загалом | Допрацездатний вік | Працездатний вік | Постпрацездатний вік |
| -------- | ------- | ------------------ | ---------------- | -------------------- |
| Чоловіки | 68      | 15                 | 44               | 9                    |
| Жінки    | 66      | 19                 | 33               | 14                   |
| Разом    | 134     | 34                 | 77               | 23                   |